# Szótér pápa
Szent Szótér (latinul: Soteros), (2. század – 174), a 12. pápa 167-től uralkodott a katolikus egyházban. A szentté avatott Soterost szokás a Könyörületesség Pápájának is nevezni.

## Élete
Az olaszországi Fondi városában született, és családja révén került kapcsolatba a keresztény vallással. Ennek vezetőjeként az ő nevéhez kötődik, hogy a házasságot csak olyan formában tekintik érvényesnek, hogy az isteni alázattal és a pap áldásával köttetett. Szótér volt az a pápa is, aki Rómában évenként megrendezendő ünnepként vezette be a húsvétot.
A legendák szerint vértanúként végezte, és a római Callixtus temetőben helyezték örök nyugalomra. Ünnepét április 22-én tartják.

## Művei
- Documenta Catholica Omnia (latin nyelven). [2016. március 4-i dátummal az eredetiből archiválva]. (Hozzáférés: 2011. december 6.)